# Gisela Hermes
Gisela Hermes (* 1958 in Hollage) ist eine deutsche Sozialpädagogin und Professorin an der Hochschule für angewandte Wissenschaft und Kunst Hildesheim/Holzminden/Göttingen (HAWK). Sie ist Frauen- und Behindertenaktivistin und ehemalige Behindertensportlerin.

## Jugend und wissenschaftlicher Werdegang
Gisela Hermes hat seit einer Poliomyelitiserkrankung im Alter von neun Monaten gelähmte Beine. Sie wuchs zunächst ohne Rollstuhl auf und war auf Krücken angewiesen. In der frühen Kindheit und der Grundschulzeit empfand sie sich als gut integriert; ihre Eltern behandelten sie nicht anders als die Geschwister. Auch bei den Mitschülern in einer Regelschule war sie anerkannt; sie nahm aktiv an Spielen, Abenteuern und körperlichen Auseinandersetzungen teil und wurde dabei von ihren Eltern und Lehrern unterstützt und angeregt. Als gute Schülerin sollte sie eine höhere Schule besuchen –  damals im heimatlichen Landkreis Osnabrück für Jugendliche mit ihrer Behinderung unmöglich. Hermes wurde auf ein Internat geschickt, von dem aus sie im Rahmen eines Modellprojektes für Begabte eine Klasse einer Regelschule im Raum Kassel mit überwiegend nichtbehinderten Mitschülern besuchte. Unter anderem durch die unfreiwillige Trennung vom Elternhaus empfand Hermes sich hier erstmals als aufgrund der Behinderung benachteiligt. Gleichzeitig wurde sie unter dem Einfluss der 68er-Bewegung bereits in der Schule politisch sensibilisiert. Die Förderung sportlichen Engagements durch die Internatsleitung bildete die Grundlage für ihre sportliche Karriere.
Gisela Hermes studierte Pädagogik an der Philipps-Universität Marburg und arbeitete danach als wissenschaftliche Mitarbeiterin an der Universität Kassel. Nach Auslaufen der Stelle wurde sie Mutter einer Tochter und begann einige Monate später in Kassel ihre Ausbildung zur Diplomsupervisorin. Ab 1992 baute Hermes das Bildungs- und Forschungsinstitut zu selbstbestimmten Leben Behinderter (bifos) in Kassel auf, wurde seine Geschäftsführerin und nahm an seinen Forschungsprojekten im Themenkreis Frauen, Behinderung und Elternschaft teil. Nach jahrelanger Arbeit im bifos promovierte sie 2004 an der Universität Marburg mit einer Untersuchung über die Lage behinderter Eltern – eine Situation, die sie aus eigener Erfahrung kannte. Im selben Jahr wurde sie wissenschaftliche Mitarbeiterin an der Marburger Universität. Zwei Jahre später wechselte sie nach Hildesheim an die Hochschule für angewandte Wissenschaft und Kunst Hildesheim/Holzminden/Göttingen (HAWK) als Professorin für Rehabilitation und Gesundheit an der Fakultät Soziale Arbeit und Gesundheit.

## Themen
Gisela Hermes’ Forschung fußt auf einem sozial-konstruktivistischen Verständnis von Behinderung und steht unter dem Paradigma der Disability Studies. Diesem Ansatz entsprechend untersucht sie Möglichkeiten von Inklusion Behinderter sowie Empowerment, Selbsthilfe und Selbstbestimmung. Unter dem Blickwinkel der Disability Studies stehen auch ihre Arbeiten zur Beratung Behinderter. Bei den Themen Beratung und Unterstützung konzentriert sie sich stark auf Peer Counseling, nimmt den Begriff jedoch nicht als vorgegeben, sondern als Gegenstand besonderer Reflexion. Mit ihren Untersuchungen zu Gender und Behinderung versucht sie der unterschiedlichen Stellung behinderter Männer im Vergleich zu Frauen gerecht zu werden.
Entsprechend ihrem grundsätzlichen Ansatz der Forschung aus der Perspektive behinderter Personen ist ihre Biografie von Einfluss auf Themenwahl und Herangehensweisen. Dabei spielt ihre Zeit im Internat eine besondere Rolle: Mit dem dort anfangenden Gefühl des Ausgegranztseins, dem beginnenden politischen Interesse und der dortigen sportlichen Förderung.

## Frauen- und behindertenpolitisches Engagement
Nach Verlassen des Internats engagierte sich Hermes seit ihrer Gründung in der Kasseler Demokratischen Fraueninitiative (DFI). Sie gründete eine Frauengruppe zum Paragrafen 218; bei der Zusammenarbeit mit behinderten und nichtbehinderten Frauen stellte sie fest, dass die beiden Gruppen im Falle einer möglichen Abtreibung mit sehr unterschiedlichen gesellschaftlichen Reaktionen und Problemen konfrontiert waren. Nach der Gründung der Krüppelinitiative Marburg (KRIM) engagierte sie sich verstärkt für Behindertenrechte und eine Veränderung der gesellschaftlichen Sicht auf Behinderung. 1992 war sie Mitbegründerin des Bildungs- und Forschungsinstitut zum selbstbestimmten Leben behinderter Menschen (bifos e. V.) und war viele Jahre seine Geschäftsführung. Im bifos beteiligte sie sich auch an Forschungsprojekten zum Leben Behinderter; ein wichtiges Thema war dabei die besondere Lage behinderter Frauen. Ab 1999 war sie Koordinatorin der bundesorganisationsstelle behinderte frauen.

## Sportliche Karriere als Paralympionikin
Im Internat, das Hermes besuchte, wurde sportliches Engagement und die Teilnahme an nationalen und internationalen Wettbewerben gefördert. Als Dreizehnjährige war Gisela Hermes jüngste Sportlerin bei den Paralympischen Spielen.  Bei ihrer ersten Teilnahme an den Spielen 1972 in Heidelberg schied sie beim Rennrollstuhlfahren über 60 Meter in der Vorrunde aus. Im Slalom gewann sie die Bronzemedaille in ihrer Startklasse. Bereits mit vierzehn Jahren war sie als Rollstuhlbasketballspielerin Mitglied der Nationalmannschaft der Frauen. Zusammen mit ihren Mannschaftskameradinnen gewann sie die Silbermedaille bei den Sommer-Paralympics 1976 in Toronto. In ihrer Startklasse errang sie diesmal im Rollstuhl die Bronzemedaille über 800 Meter. Bei den Paralympischen Spielen 1980 in Arnhem trat sie noch einmal im Rennrollstuhl an, kam jedoch nicht ins Finale.

## Schriften (Auswahl)
- Zur Situation behinderter Eltern. Unter besonderer Berücksichtigung des Unterstützungsbedarfs bei Eltern mit Körper- und Sinnesbehinderungen. PDF. Universität Marburg 2004 (Dissertation).
- Behinderung und Elternschaft leben – kein Widerspruch! Eine Studie zum Unterstützungsbedarf körper- und sinnesbehinderter Eltern in Deutschland. AG-SPAK-Bücher, Neu-Ulm 2004, ISBN 978-3-930830-46-6 (Ausarbeitung der Dissertation).
- Nichts über uns – ohne uns! Disability studies als neuer Ansatz emanzipatorischer und interdisziplinärer Forschung über Behinderung. AG-SPAK-Bücher, Neu-Ulm 2006, ISBN 978-3-930830-71-8 (als Herausgeber; mit Eckhard Rohrmann).
- Mit Stock, Tick und Prothese. Das Grundlagenbuch zur Beratung behinderter Frauen. PDF. bifos, Kassel 2001, ISBN 3-932951-24-7 (als Herausgeber; mit Brigitte Faber).
- „graadse leeds“ – „jetzt erst recht“. selbsthilfe behinderter menschen in portraits. bifos, Kassel 2000, ISBN 978-3-932951-15-2 (mit Susanne Göbel und Ottmar Miles-Paul)[10]
- Geschlecht behindert – besonderes Merkmal Frau. AG-SPAK-Bücher, München 1992, ISBN 978-3-923126-33-0  (als Herausgeber; mit Carola Ewinkel und anderen).